# تشوبدر عليا (مقاطعة دورود)
تشوبدر عليا (بالفارسية: چوبدر علیا) هي قرية تقع في قسم جان الريفي (مقاطعة دورود) في إيران. يقدر عدد سكانها بـ 135 نسمة .